# Tunnel Hill
Tunnel Hill – miasto w Stanach Zjednoczonych, w stanie Georgia, w hrabstwie Whitfield.